# فرانسه در المپیک تابستانی ۱۹۹۶
فرانسه در بازی‌های المپیک تابستانی ۱۹۹۶ که در شهر آتلانتا ایالات متحده آمریکا برگزار شد، کاروان فرانسه با ۲۹۹ ورزشکار در این رقابت‌ها شرکت کرد و موفق به کسب ۳۷ مدال (۱۵ طلا، ۷ نقره، ۱۵ برنز) شد. در جدول رتبه‌بندی توزیع مدال‌ها، فرانسه در ردهٔ ۵ مسابقات قرار گرفت.